# Yussuf Abu Warda
Yassuf Abu Warda  nació el 19 de agosto de 1953 en Galilea, Jeesh, Israel. Es un actor de teatro, cine y televisión. A la edad de cinco años la familia se trasladó a Acre.

## Carrera

### Cine y televisión
En 1982 encarnó la serie de televisión dirigida por Kamal Nissim Dayan, "Michel Ezra Safra e Hijos". En 1985 participó en la película Nissim Dayan "Puente Angosto". En 1986 asistió a la película de Rubinstein "Nadia".En 1991, George tocaba la película de Eran Riklis 'Final de la Copa ". En 1993, Bassam Mdawr actuó en la serie de comedia "Vecinos" junto a Gadi Yagil, Weingarten, Ofra y Morcos Amal. En 1999,actuó la película de Amos Gitai "santo". En 2002, la película de Abu Nakhla edad por Slava y Lina "Trompeta en Wadi" Chaplin, y jugó de cine Yusuf Amos Gitai "progreso". Por su papel en esta película fue nominada para el apoyo a Ofir actriz. 
En el año 2003 Hssttf en "América" por el director Daivs Shirin, en la película "La boda de Galilea", del director Michel demanda, interpretó al padre de la serie de televisión dirigida por Shai Kanot "Caso Cerrado". En 2004, el Ministerio de Trabajo, la edad oficial de José "Year Zero" película Fitz'hazda, y participó en la película para televisión dirigida por David Noy "melocotón" con Orna Banai Uri Klausner. 
En 2005, jugó la temporada granada de lobo, la tercera parte de "El rincón de amor", telenovela. En 2007 comenzó a jugar pulsa 'Bulldog' de la serie de televisión de Amram dirigido por Shai honestidad y Levy escribió "switch". En 2008, la película encarna a los libaneses propietario Reshef Levy "Lost Islands", la película juega Saleh Dror Zahavi "Fin de semana en Tel Aviv", y comenzó a tocar la Eli Ran dos temporadas de la serie de televisión "Ran Quartet". En 2009, actuó dos temporadas como Ardak en la serie de vampiros "split". En 2011 interpretó el jefe de la serie israelí de energía "humo"
Es casado y con tres hijos, vive en Haifa.

### Teatro
Sus actuaciones incluyen
- "A View from the Bridge",  (Panorama desde el puente)
- "Ghetto",
- "Esperando a Godot",
- "Asistente",
- "Alma judía",
- "La isla de El",
- "Lluvia Negra",
- "Ulises en las botellas"
- "La sed y el hambre "
- "'La herencia del viento "
- "Hombre y una mujer "
- "¡Despertad" (Awake and Sing!)
- "Vosotros y cantad "
- " Mistero Buffo"
- "The Caretaker" (El cuidador)
- "Endgame" (Final de partida)
- "La señora Charlie"
- "Ifigenia en Áulide"
- " Eddie King "
- " La duquesa de Amalfi", "
- "Relación de sangre" (Kesher dam)
- "Las criadas
- "Cuentos de los Bosques de Viena "
- " Picnic en el campo de batalla "
- "The Birthday Party" ("La fiesta de cumpleaños")
- "Macbeth"
- Las tres hermanas

Dirigió la entrega de Umm Al Rababika escritor Emile Habibi de creado y gestionado el teatro "Almida'an" árabe de Haifa 1995-1998.